# 나가하마촌 (시마네현 나카군)
나가하마촌(長浜村)은 시마네현 나카군에 설치되었던 촌이다. 현재의 하마다시에 해당한다.

## 역사
- 1889년 4월 1일 - 정촌제 시행에 의해 나카군 나가하마촌이 성립하였다.
- 1940년 11월 3일 - 하마다정, 이와미촌. 미카와촌, 스후촌과 합병 시로 승격해 하마다시가 신설하여 폐지되었다.

## 교통

### 철도
- 일본국유철도
  - 산인본선

## 참고문헌
- 角川日本地名大辞典 32 島根県
- 『市町村名変遷辞典』東京堂出版、1990年。